# Hemicircus canente
Hemicircus canente е вид птица от семейство Picidae.

## Разпространение
Видът е разпространен в Бангладеш, Виетнам, Индия, Камбоджа, Лаос, Мианмар и Тайланд.